# Isoetes pedersenii
Isoetes pedersenii là một loài dương xỉ trong họ Isoetaceae. Loài này được H.P. Fuchs ex Hickey mô tả khoa học đầu tiên.
Danh pháp khoa học của loài này chưa được làm sáng tỏ. 